# Abadla (distrito)
Abadla é um distrito localizado na província de Béchar, Argélia, e cuja capital é a cidade de mesmo nome, Abadla. Segundo o censo de 2008, a população total do distrito era de 21 133 habitantes.

## Municípios
O distrito está dividido em três municípios:
- Abadla
- Méchraâ Houari Boumédienne
- Erg Ferradj